# Rüdiger Overmans
Rüdiger Overmans (nascido em 6 de abril de 1954 em Düsseldorf) é um historiador militar alemão especializado na história da Segunda Guerra Mundial. Seu livro German Military Losses in World War II, que ele compilou como líder de um projeto patrocinado pela Fundação Gerda Henkel, é uma das obras mais abrangentes sobre baixas alemãs na Segunda Guerra Mundial.

## Publicações
As principais obras de Overmans incluem:

### Monografias
- Deutsche militärische Verluste im Zweiten Weltkrieg [German Military Losses in World War II]. [S.l.]: Oldenbourg, München. 2004. ISBN 3-486-20028-3
- Soldaten hinter Stacheldraht. Deutsche Kriegsgefangene des Zweiten Weltkriegs [Soldiers behind barbed wire. German prisoners of war of World War II]. [S.l.]: Propyläen, Berlin. 2000. ISBN 3-549-07121-3

### Capítulos
- Jörg Echternkamp, ed. (2005). «Die Kriegsgefangenenpolitik des Deutschen Reiches 1939 bis 1945». Die Deutsche Kriegsgesellschaft 1939–1945. Zweiter Halbband: Ausbeutung, Deutungen, Ausgrenzung [German Wartime Society 1939-1945: Exploitation, Interpretations, Exclusion]. Col: Germany and the Second World War. IX. [S.l.]: Deutsche Verlagsanstalt, München. pp. 729–875. ISBN 3-421-06528-4 Jörg Echternkamp
- Rolf-Dieter Müller, ed. (2008). «Das Schicksal der deutschen Kriegsgefangenen des Zweiten Weltkriegs'». Der Zusammenbruch des Deutschen Reiches 1945. Zweiter Halbband: Die Folgen des Zweiten Weltkrieges [The Collapse of Germany 1945 and the Results of the Second World War: The Resolution of the Wehrmacht and the Consequences of the War]. Col: Germany and the Second World War. X/1-2. [S.l.]: Deutsche Verlagsanstalt, München. pp. 379–507. ISBN 978-3-421-04338-2

### Editoriais
- In der Hand des Feindes. Kriegsgefangenschaft von der Antike bis zum Zweiten Weltkrieg. [S.l.]: Böhlau, Köln. 1999. ISBN 3-412-14998-5
- Overmans, Rüdiger; Bischof, Günter (1999). Kriegsgefangenschaft im Zweiten Weltkrieg. Eine vergleichende Perspektive. [S.l.]: Gerhard Höller, Ternitz-Pottschach. ISBN 3-85226-078-7
- Polian, Pavel; Hilger, Andreas; Overmans, Rüdiger (2012). Rotarmisten in deutscher Hand. Dokumente zu Gefangenschaft, Repatriierung und Rehabilitierung sowjetischer Soldaten des Zweiten Weltkrieges. [S.l.]: Schöningh, Paderborn. ISBN 978-3-506-76545-1